# Río de Quintas
Río de Quintas es un pueblo situado al SE de la parroquia de Elviña, en el concejo de La Coruña. Esta en los límites del concejo de Culleredo. Puebla 486 habitantes

## Naturaleza
Esta a orillas de la ría de O Burgo.
Sale tres rutas desde el pueblo.
Una sale recorriendo el paseo fluvial de la Ría de O Burgo, pero que en verdad se dirige hacia la cima del monte Xalo. Es una difícil ruta de Mountain Bike
Otra también de Mountain Bike rodea la ciudad de la Coruña. El camimo suele ser muy llano debido a la abundancia de caminos y carriles bicis, pero a pesar de eso, hay zonas de bajada y fuertes pendientes.
Es una de las etapas del Camino de Santiago Inglés

## Economía y Servicios
La economía se basa en la hostelería. Hay bares, un pequeño polideportivo, un taller de reparaciones y una discoteca. 